# 圣伯多禄金顶圣殿
圣伯多禄金顶圣殿 （意大利语：Ciel d'Oro in San Pietro）是一座天主教宗座圣殿、原主教座堂，位于意大利伦巴第大区帕维亚，由奥斯定会管理。金顶这个名字是指装饰后殿天花板的金箔马赛克。立面是朴素的砖砌立面。教堂地面现在低于立面前方圣伯多禄金顶广场的高度。
据记载，604年帕维亚已有一座圣伯多禄堂；720年至725年间，伦巴第国王利乌特普兰德（安葬于此）对其进行翻新。1132年，现在的罗马式教堂由教宗依诺增爵二世祝圣。
这座教堂是奥斯定遗体的安息之地，430年汪达尔人时期他在家乡希波教区去世，埋葬在主教座堂。亚流派将天主教主教驱逐出北非时，圣髑移到撒丁岛的卡利亚里，随后由帕维亚主教和伦巴第国王利特普兰德的叔叔伯多禄，从那里的撒拉逊人手中赎出，于720年左右安放在圣伯多禄堂。
该堂曾是维斯孔蒂宫廷的主要葬礼教堂。 